# Копель
Копе́ль — сплав, состоящий из следующих элементов: никель Ni (42,5…44 %), марганец Mn (0,1…1,0 %); железо Fe (0,15 %); медь Cu — остальное (марка сплава МНМц 43-0,5).
Плотность сплава 8900 кг/м3, температура плавления 1220—1290 °C, температурный коэффициент линейного расширения 14⋅10−6 °C−1, удельное электрическое сопротивление 0,5 мкОм·м.
Обладает высокой термоэлектродвижущей силой в паре со многими металлами и применяется для изготовления электродов термопар. Например, в паре с хромелем имеет термоЭДС около 62 мкВ/К.